# Cape Town City FC
Cape Town City Football Club ist ein Fußballverein aus Kapstadt, der in der höchsten südafrikanischen Spielklasse, der Premier Soccer League, spielt. Der Verein entstand 2016 durch die Übernahme des bankrotten Vereins Mpumalanga Black Aces, hat seine Wurzeln aber in einem gleichnamigen Klub aus den 1960er Jahren. Heimatstadion des Vereins ist das Athlone-Stadion, Topspiele werden im Kapstädter WM-Stadion ausgetragen.

## Geschichte
Cape Town City entstand im Jahr 2016, durch die Übernahme des bankrotten Vereins Mpumalanga Black Aces durch John Comitis. Comitis war Mitbegründer von Ajax Cape Town im Jahr 1999, verkaufte aber 2013 alle Anteile. Im Jahr 2016 kaufte Comitis schließlich die Black Aces, welche in Nelspruit, Mpumalanga, beheimatet waren, und verlegte den Vereinssitz nach Kapstadt, mit der Begründung, dass der Stadt ein Topverein fehle, welcher dessen volle Diversität widerspiegele.

## Stadion
Der Verein trägt seine Spiele im Athlone-Stadion und im Kapstädter WM-Stadion im Stadtteil Green Point aus.
2016 sprach sich Präsident John Comitis dafür aus, ein klubeigenes, neues Stadion planen und bauen zu lassen. Konkrete Details zu diesen Plänen sind bislang allerdings nicht bekannt.

## Titel
- Telkom Knockout
  - Sieger (1): 2016

- MTN 8
  - Sieger (1): 2018
  - 2. Platz (1): 2017